# Polaroidcamera

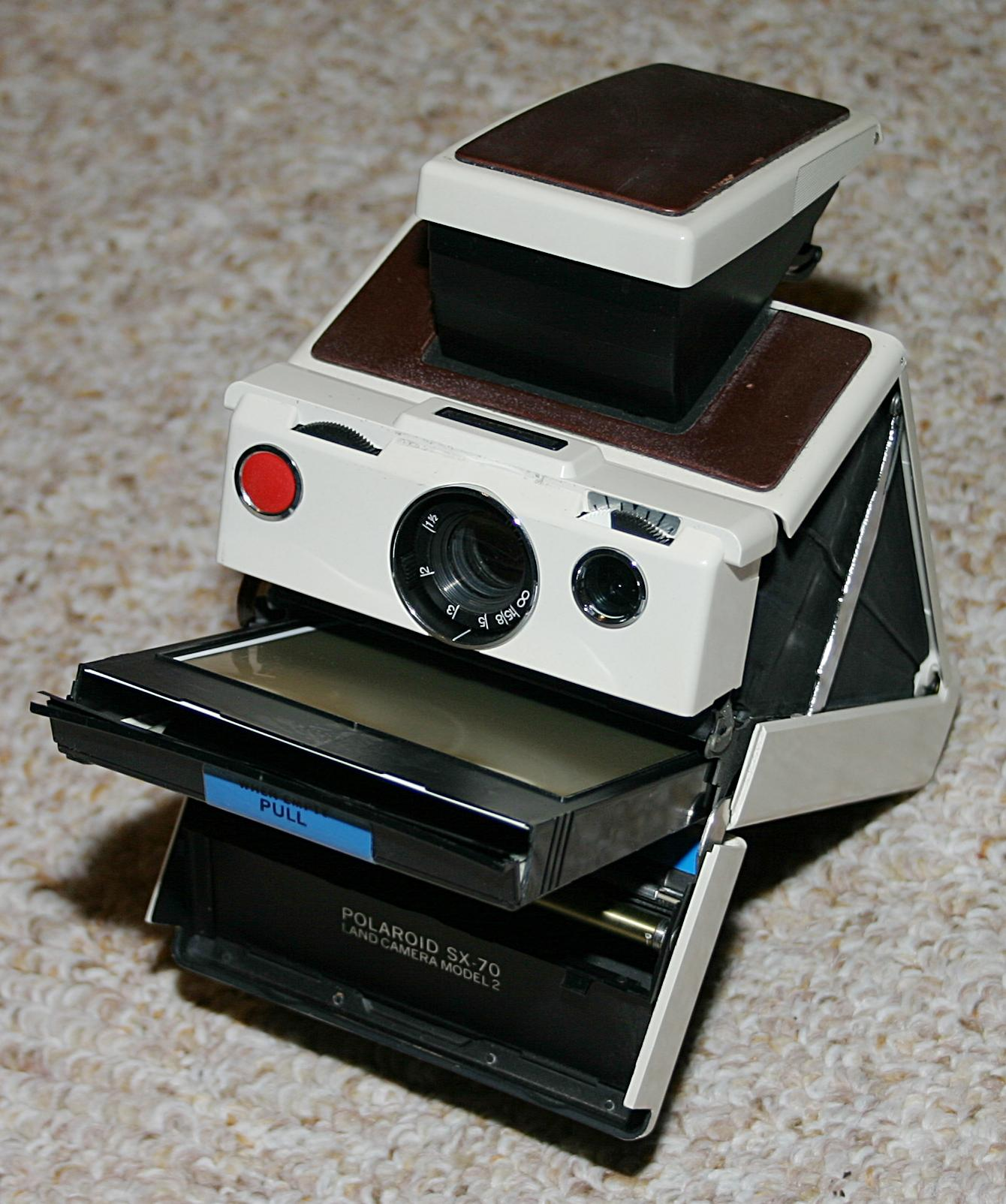
De SX-70-camera van Polaroid

Een polaroidcamera is een fotocamera die direct na het maken van een opname een fotoafdruk levert, een zogenaamde instant camera. De camera maakt gebruik van het polaroidprocedé. Door het bedrijf Polaroid, opgericht door Edwin Land, zijn meerdere procedés ontwikkeld. Het originele stamt uit 1948. De meeste hiervan geven een afgewerkte foto binnen enkele minuten.
Het originele polaroidprocedé werkt als volgt: na de belichting van de film wordt er een stuk papier mee in contact gebracht. Tussen papier en film wordt een pasta uitgespreid van tegelijkertijd ontwikkelaar en een oplossing van zilverzout. De ontwikkelaar reduceert het belichte zilverzout tot zilver in de filmlaag. Het oplosmiddel diffundeert in de filmlaag en draagt de niet-gebruikte ontwikkelaar weg naar het papier. Het papier is geprepareerd met zilverkiemen en de ontwikkelaar zal nu de zilver-ionen in aanwezigheid van de kiemen ontwikkelen. Het resultaat is een positief beeld op het papier, naast het negatiefbeeld op de film. Om vervaging te voorkomen moesten de zwart-witfoto's aanvankelijk met een bij iedere film bijgeleverde in fixeer gedompelde brede stift gecoat worden. Bij de latere instant pack-films en bij de kleurenfilms was dit niet nodig.
Latere varianten maakten het ook mogelijk kleurenfoto's te maken. Hierbij wordt niet de ontwikkelaar, maar worden kleurstofkoppelaars getransporteerd, die in het ontvangende papier reageren en daar met kleurstoffen een positief kleurenbeeld vormen.
Een variant hierop is het SX-70-procedé, waarbij geen extra papier gebruikt wordt, maar de ontwikkelpasta zelf een witte stof bevat die het uiteindelijke beeld draagt. De pasta bevindt zich in een capsule die geplet wordt als de foto na het maken van de opname tussen twee rollen uit de camera wordt getransporteerd. Het voordeel van het SX-70-procedé is, dat er na de opname niets weggegooid hoeft te worden. Omdat de film hier vanaf de voorkant belicht wordt, is in de camera altijd een spiegel nodig, die de SX-70-camera's hun kenmerkende vorm geeft. De oorspronkelijke SX-70 was zelfs opvouwbaar, had een reflexzoeker en was ingevouwen zo groot als een sigarendoos. Een verdere innovatie was dat iedere filmcassette van tien opnamen ook een eigen batterij bevatte, zodat de camera nooit met lege batterijen zat.
De houdbaarheid van de foto's hangt af van de omstandigheden waaronder ze bewaard worden. In het donker bewaard kunnen zowel zwart-wit- als kleurenfoto's zelfs na 50 jaar nog zeer redelijk zijn. In daglicht ongeveer tien jaar.